# Nivala
Nivala este o comună din Finlanda.